# 麥克貝恩山
83°6′S 162°18′E / 83.100°S 162.300°E
麥克貝恩山（英語：Mount Macbain），是南極洲的山峰，位於沙克爾頓海岸，處於康沃爾冰川和赫爾姆冰川之間，屬於伊麗莎白女王嶺的一部分，海拔高度2,205米，現時由南極條約體系管理。